# Ligne 42 du tramway de Budapest
Pour les articles homonymes, voir Ligne 42.
La ligne 42 du tramway de Budapest (en hongrois : budapesti 42-es jelzésű villamosvonal) circule entre Kispest, Tulipán utca et Határ út. Cette ligne dessert uniquement le 19e arrondissement de Budapest, traversant les quartiers de Wekerletelep et Kispest. Elle dessert enfin la Gare de Kispest.

## Tracé et stations

### Liste des stations
|  |   |  | Station                        | Correspondances                                                                              | Arrondissement | Quartier               | Desserte                                                |
|  | - |  | ------------------------------ | -------------------------------------------------------------------------------------------- | -------------- | ---------------------- | ------------------------------------------------------- |
|  | o |  | Határ út M                     | 50 52 66 66B 84E 84M 89E 94E 94M 99 123 123A 194 194B 194M 199 200E 294E 626 628 629 654 660 | 19e arr.       | Kispest                | Centre commercial Europark                              |
|  | • |  | Corvin körút                   |                                                                                              | 19e arr.       | Kispest / Wekerletelep |                                                         |
|  | • |  | Hungária út                    | 148                                                                                          | 19e arr.       | Kispest / Wekerletelep |                                                         |
|  | • |  | Templom tér                    | 68                                                                                           | 19e arr.       | Kispest                | Église paroissiale Notre-Dame-de-l'Assomption (Kispest) |
|  | • |  | Kossuth Lajos utca             |                                                                                              | 19e arr.       | Kispest                |                                                         |
|  | • |  | Vas Gereben utca               | 199                                                                                          | 19e arr.       | Kispest                |                                                         |
|  | • |  | Kispest, Tulipán utca Gare MÁV | 142                                                                                          | 19e arr.       | Kispest                |                                                         |